# États-Unis aux Jeux paralympiques d'hiver de 2010
Cet article présente des informations sur la participation et les résultats des États-Unis aux Jeux paralympiques d'hiver de 2010.

## Participation
Les États-Unis est représentée par 50 athlètes aux Jeux paralympiques d'hiver de 2010 à Vancouver (Canada).

## Médailles
| Sport              | Discipline | Sportifs | Performance |
| Médailles d'or : 4 |            |          |             |
|                    |            |          |             |

### Argent
| Sport                  | Discipline | Sportifs | Performance |
| Médailles d'argent : 5 |            |          |             |
|                        |            |          |             |

### Bronze
| Sport                   | Discipline | Sportifs | Performance |
| Médailles de bronze : 4 |            |          |             |
|                         |            |          |             |